# Jos Wouters (abt)
Jos Wouters (Wilrijk, 28 oktober 1959) is een Vlaams norbertijn. Sinds 2018 is hij abt-generaal van de norbertijnen en van 2006 tot 2018 was hij de 52e abt van de abdij van Averbode.

## Biografie
Jos Wouters groeide op in Wommelgem. Op 28 augustus 1978 trad hij in in de abdij van Averbode. Zijn professie legde hij af in 1980. Intussen was hij begonnen aan zijn priesterstudies en in 1986 werd hij tot priester gewijd. Hij studeerde eveneens theologie en kerkelijk recht aan de Pauselijke Universiteit Gregoriana te Rome. Nadien werd hij parochiepriester te Veerle en later professor kerkrecht en rechter in de kerkelijke rechtbank van Mechelen.
Op 9 februari werd Jos Wouters door de gemeenschap van Averbode gekozen tot hun abt en op zondag 7 mei 2006 werd hij tot abt gezegend door kardinaal Godfried Danneels. Hij werd verkozen voor een periode van twaalf jaar. Zijn wapenspreuk was Spiritu ambulatis ("Leef naar de geest"). Hij volgde de plots overleden Ulrik Edward Geniets op.
In november 2016 gaf Wouters een persoonlijke inkijk in zichzelf in het Canvas-programma Radio Gaga tijdens een aflevering over de abdij van Averbode.
In maart 2018 werd Jos Wouters als abt van Averbode opgevolgd door Marc Fierens. Op 24 juli 2018 verkozen de norbertijnen hem tot abt-generaal van hun orde. In deze hoedanigheid volgde hij Thomas Händgratinger op.
Van 2010 tot zijn verkiezing tot abt-generaal was Wouters eveneens administrator van de Abdij van Park in Heverlee (Leuven). Ook was hij docent in Agripo, de voormalige priesteropleiding voor norbertijnen (Agripo is het letterwoord voor Averbode, GRImbergen en POstel).
In februari 2023 werd Wouters door het Vaticaan aangesteld om alle bevoegdheden van René Stockman en van de generale raad van de congregatie Broeders van Liefde wereldwijd over te nemen.
- Gemeinsame Normdatei: 1075150698
- International Standard Name Identifier: 0000 0005 0391 1069
- Virtual International Authority File: 317058788